# داوید دودرا
داوید دودرا (چکی: David Douděra؛ زادهٔ ۳۱ مهٔ ۱۹۹۸) بازیکن فوتبال اهل جمهوری چک است.
از باشگاه‌هایی که در آن بازی کرده است می‌توان به باشگاه فوتبال اسلاویا پراگ، باشگاه فوتبال دوکلا پراگ، و باشگاه فوتبال ملادا بولسلاف اشاره کرد.
وی همچنین در تیم‌های ملی فوتبال زیر ۲۱ سال جمهوری چک، و جمهوری چک بازی کرده است.